# Paola Dalmonico
Paola Ueno Dalmonico (nacida el 19 de febrero de 2006) es una tenista brasileña. 
Actualmente, forma parte del equipo de tenis femenino de la Universidad de Fordham en los Estados Unidos, donde representa a la institución en varios torneos interuniversitarios. Paola fue reclutada por Fordham para la temporada 2024-2025, un logro importante en su carrera académica y deportiva en el extranjero.

## Carrera

### inicio juvenil
Nacida en Curitiba, Paola juega tenis desde los 11 años de edad y tiene tres títulos juveniles en torneos ITF en individuales, todos ganados en 2022, en canchas de arcilla y en torneos en Brasil. El primero fue el J4 de Londrina, en el que venció a la brasileña cabeza de serie 3 del torneo Cecilia Costa por un marcador de 7/5 2/6 2/5, habiendo vencido también a las cabezas de serie 7 y 4 durante el torneo.  El segundo fue el J4 de Itajaí, del que Paola resultó campeona, venciendo en la final a la brasileña y 3ª cabeza de serie, María Luisa Oliveira, por 7/5 5/7 6/3. Durante el torneo también ganó el cuarto puesto. Oficialmente denominada "Copa Santa Catarina – Copa ADK Juniors", se celebró en octubre de 2022 en las canchas de arcilla del Itamirim Clube de Campo, en Itajaí .   En el tercer torneo, el J5 de la ciudad de Criciuma, Paola fue la 1ª cabeza de serie y superó en la final a la 5ª cabeza de serie, la argentina Candela Vázquez por marcador de 6/1 4/6 6/2, habiendo conquistado también la 7ª cabeza de serie durante el competencia. 
En dobles, Paola fue campeona de dos torneos juveniles ITF disputados en canchas de arcilla en 2023 y en Brasil. El primero fue el J100 de Londrina, en el que formó pareja con la estadounidense Ria Bhakta, quedando la pareja cabeza de serie 1 y venciendo en la final a las brasileñas Yasmin Fatima Costa y Luana Paiva por marcador de 3/6 7/5 10/5.  En el segundo torneo, el J60 de la ciudad de Curitiba, Paola formó dupla con la brasileña Julia Bortoluzzi Bianchin Bordignon, superando en la final a las brasileñas Bianca Bernardes y Bruna Melato con un marcador de doble 6/1, siendo este el primer logro de la carrera de Paola en su ciudad de origen.   

## Carrera universitaria

### 2024
Durante la temporada de otoño de 2024, Paola Ueno Dalmonico participó con el equipo de Fordham en varios torneos universitarios. En septiembre de 2024, abrió la temporada en el UConn Invitational, mostrando una gran capacidad competitiva desde el inicio del ciclo académico y deportivo.
Más adelante en septiembre, compitió en el West Point Invitational, otro evento importante del circuito universitario, donde su equipo logró una destacada participación en el torneo, contribuyendo al reconocimiento de Fordham en tenis universitario.
A lo largo de su carrera universitaria en Fordham, Paola ha compartido equipo con compañeras destacadas como Nevena Kolarevic y Julianne Nguyen, quienes recientemente ganaron la competición de dobles en el Atlantic 10 Masters Qualifier en octubre de 2024, un logro significativo para el equipo de Fordham.
Además, Paola también ha competido en eventos importantes como el West Point Invite, donde continuó demostrando su habilidad en la cancha, enfrentándose a jugadoras de distintas universidades y afianzando su presencia en el circuito universitario estadounidense.

### Carrera profesional

#### 2022
Compitiendo en la ciudad de Río de Janeiro en el "Aberto da República" de nivel ITF W60, durante el mes de noviembre, Paola logró su primera victoria en una partida de un torneo de este nivel, al vencer a la carioca Rebeca Pereira por 3/6. 6/3 6/0 en el estreno. 

#### 2023
En julio, Paola Dalmonico rompió la clasificación del ITF W60  en la ciudad de Feira de Santana, el " ENGIE Open " y compitió en el torneo más importante de su carrera hasta el momento. 
Paola Dalmonico logró una destacada actuación en el torneo realizado en Curitiba, Paraná, donde ganó su partido inaugural, demostrando un desempeño sólido y asegurando su avance en la competición. Con una precisión notable en sus golpes y una fuerte mentalidad competitiva, superó a su oponente en la primera ronda.
En el torneo de Recife, Dalmonico avanzó hasta los cuartos de final, enfrentándose a rivales de alto nivel. Su habilidad para adaptarse a diferentes estilos de juego y condiciones de la cancha le permitió sobresalir en las primeras rondas del torneo.
Durante un torneo internacional celebrado en Curitiba, Paola fue una de las representantes brasileñas que alcanzó las rondas finales. Tenistas de Brasil, Argentina y Paraguay obtuvieron títulos en este evento, destacándose por su perseverancia y habilidad técnica en los partidos que disputó.
En el torneo juvenil en Punta del Este, Dalmonico fue una de las tres juveniles brasileñas que clasificaron para las semifinales. Su desempeño constante en competiciones internacionales juveniles consolidó su posición como una de las promesas del tenis juvenil brasileño.
En la Bahia Juniors Cup, Paola llegó hasta la semifinal, evidenciando su calidad como jugadora juvenil y su potencial para destacar en futuros torneos. Su participación en este torneo también tiene un valor sentimental, ya que su abuelo fue uno de los fundadores de la competencia.
En un torneo celebrado en la Hípica de Campinas, Dalmonico fue parte de la programación de la rodada nocturna. Esta participación en eventos de alto perfil refleja su creciente popularidad y reconocimiento en el circuito juvenil de Brasil.
Junto a la  brasileña Isabeli Andreola, Paola Dalmônico fue convocada por Roberta Burzagli para integrar la selección brasileña y participar en los entrenamientos durante los play-offs de la Copa Billie Jean King en noviembre en la ciudad de  Brasilia . 

### 2024
Paola Dalmonico participó en la 37ª edición de la Juniors Cup en Londrina, uno de los eventos más tradicionales del circuito juvenil en Brasil. La competición atrajo a talentos juveniles de todo el país, y Paola se destacó como una de las promesas brasileñas en esta prestigiosa competición.